# Delroy Wilson
Delroy Wilson (Kingston, 5 ottobre 1948 – Kingston, 6 marzo 1995) è stato un cantante giamaicano.

## Biografia
Wilson pubblica il suo primo singolo, intitolato Emy Lou, nel 1961 per il produttore discografico Clement "Coxsone" Dodd a soli tredici anni. Negli anni successivi, sempre con Dodd, registra un buon numero di canzoni ska e quella che raggiunge il maggior successo è Joe Liges, scritta da Lee Perry, che era un attacco a Prince Buster, un rivale di Dodd. Questo brano viene seguito da un altro, Spit in the Sky, sempre scritto da Perry contro Buster. Le canzoni successive sono One Two Three, I Shall Not Remove, Look Who Is Back Again (un duetto con Slim Smith), e Prince Pharaoh, un altro attacco al produttore rivale.
La sua voce migliora quando Wilson lascia l'adolescenza e passa dallo ska al rocksteady, nella seconda metà degli anni sessanta registra una serie di canzoni, tra i primi singoli rocksteady della storia, tra i quali troviamo Dancing Mood, Jerk in Time (con i The Wailers), Feel Good All Over, I'm Not a King, True Believer in Love, Rain From the Skies, Conquer Me e Riding For A Fall. Dopo aver lasciato lo Studio One di Dodd registra per diversi produttori con vari gradi di successo. Raggiunge un buon successo lavorando con Bunny Lee tra la fine degli anni sessanta e l'inizio degli anni settanta con brani come This Old Heart of Mine, Footsteps of Another Man, e Better Must Come tanto che il suo doppio A-side It Hurts/Put Yourself in My Place diventa molto amato dagli skinhead e registra un buon successo nel Regno Unito. In quel periodo registra anche una versione di Run Run, che inizialmente aveva concesso a Dodd, per il produttore Keith Hudson. Nel 1970 Wilson gira il Regno Unito in tour e lì registra alcune canzoni per la Trojan Records.
Nel 1972 il People's National Party del primo ministro giamaicano Michael Manley sceglie la canzone di Wilson Better Must Come quale canzone ufficiale della campagna elettorale. Lo stesso anno pubblica Cool Operator, la sua canzone più famosa che gli darà anche il soprannome. Negli anni seguenti torna a lavorare con molti produttori, tra cui Joe Gibbs, Gussie Clarke, Winston "Niney" Holness, Harry J, e Joseph Hoo Kim.
Nel 1976 per il produttore Lloyd Charmers I'm Still Waiting, una cover dei The Wailers, seguita dall'album Sarge, considerato uno dei migliori tra quelli nella sua discografia. La sua carriera continua positivamente per un po', fino a cominciare il declino all'inizio degli anni ottanta. Continua a cantare canzoni anche nell'era digitale, ma i suoi successi principali sono sicuramente risalenti agli anni 60 e 70.
Nel 1994 la duratura eredità della musica di Wilson nella storia giamaicana è stata riconosciuta da una targa attribuitagli dal governo giamaicano e presentata dal primo ministro Patterson.
Muore all'ospedale di Kingston il 6 marzo 1995, a soli 46 anni, per cirrosi epatica.

## Discografia
- I Shall Not Remove (1966) Studio One
- Good All Over (1969) Coxsone/Studio One
- Better Must Come (1971) Dynamic Sounds
- Captivity (1973) Big Shot
- For I And I (1975) Grounation
- Sarge (1976) Charmers
- Last Thing On My Mind (1977) Harry J
- Money (1977) Clocktower
- Mr. Cool Operator (1977) EJI
- Lovers' Rock (1978) Burning Sounds
- Who Done It (1979) Third World
- True Believer In Love (197?) Carib Gems
- True Believer In Love (197?) Micron
- Unedited (197?) Hulk
- Living In The Footsteps (1980) Joe Gibbs
- Go Away Dream (1982) Black Music
- Nice Times (1983) Vista Sounds
- Reggae Classics (1984) Londisc
- Worth Your Weight In Gold (1984) Burning Sounds
- The Dean Of Reggae (1985) Mister Tipsy
- Looking For Love (1986) Phill Pratt
- Million Busters In Reggae (198?) Top Rank
- Super Mix Hits (198?) Pioneer International
- Dancing Mood Studio One
- Oldies But Goodies Pioneer International (con Owen Gray)